# سحلبية
السحلبية أو الشُّحْرِيَّة فصيلة نباتية من طائفة أحاديات الفلقة. تتميز بتركيبها ولا سيما تركيب أزهارها.
يمتد عمرها الطويل إلى 120 مليون سنة من عمق التاريخ، فقد عاصرت أزماناً غطت فيها الغابات الكثيفة محيط الكرة الأرضية وعاشت فيها الديناصورات العملاقة، حتى تغيرت الأجواء المناخية وتوالت العصور، إلا أن الفصيلة السحلبية ظلت في ازدهار حتى تم تصنيفها كأكثر فصائل النباتات تنوعاً حيث تحتوي على 880 جنساً تشمل أكثر من 22 ألف نوع تنتج أزهار السحلب (الأوركيد) الشهيرة. تنمو في معظم البيئات.

## أهم أجناسها
- السحلب (باللاتينية: Orchis)
- الفنيلية (باللاتينية: Vanilla)
- الأركيد (باللاتينية: Phalaenopsis)
- سحلب الرسن (باللاتينية: Habenaria)
- الأفيبقطس (باللاتينية: Epipactis)
- رأسية المآبر (باللاتينية: Cephalanthera)
- الحاجبية (باللاتينية: Ophrys)
- عريضة المآبر (باللاتينية: Platanthera)
- اللولوبة (باللاتينية: Spiranthes)
- رننتيرة (باللاتينية: Renanthera)
- سربس (باللاتينية: Serapias)
- الداكتيلوريزا (باللاتينية: Dactylorhiza)
- السرافياس (باللاتينية: Serapias)
- الأناكامبتيس (باللاتينية: Anacamptis)
- الداكتيلوريزا (باللاتينية: Limodorum)
- النيوتينيا (باللاتينية: Neotinea)
- الهيمانتوغلوسوم (باللاتينية: Himantoglossum)